# Vinicius Pedrosa
Vinicius Silva Pedrosa (ur. 7 sierpnia 1973) – brazylijski zapaśnik. Zajął piąte miejsce na igrzyskach panamerykańskich w 2007 i na mistrzostwach panamerykańskich w 2008 roku.